# Sulon (rivière)
Le Sulon est un cours d'eau en Bretagne, dans les Côtes-d'Armor. C'est un affluent de la rive gauche du Blavet.

## Cours
Il prend sa source au Vieux-Bourg à une altitude de 296 m et conflue avec le Blavet à Gouarec. Son cours est long de 28,6 km et a une orientation générale nord-nord-est sud-sud-ouest. Il laisse sur sa droite les bourgs de Canihuel, de Saint-Nicolas-du-Pelem et de Sainte-Tréphine.

## Affluents
Le SANDRE recense 11 affluents du Sulon d'une longueur égale ou supérieure à 1 km. Le principal affluent du Sulon est la rivière de Corlay, dont le cours est long de 16,93 km.

## Pollution
Le Sulon dans les Côtes-d'Armor avec l'Ével dans le Morbihan, sont les affluents du Blavet dont les eaux ont les plus forts taux de nitrates, phosphore et pesticides. Les nitrates sont notamment responsable de la prolifération des algues vertes dans les vasières de la rade de Lorient.